# モロプス
モロプス (Moropus) は新生代中新世の北アメリカ大陸及びヨーロッパに生息した、ウマに似た草食動物。奇蹄目 - カリコテリウム科に属する。学名は「遅い脚」を意味する。

## 特徴

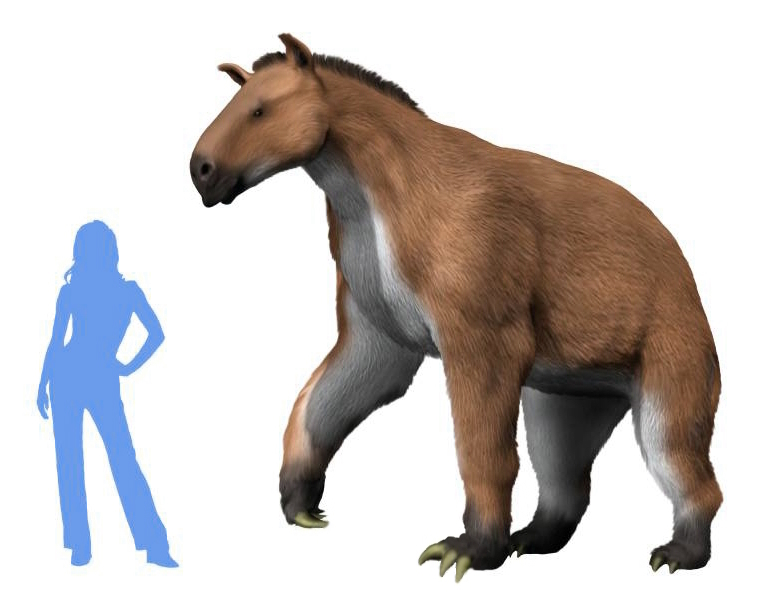
モロプスの想像図。

肩高約1.8m - 2.4m。大型のウマほどの大きさのであった。頭骨はウマに似る。しかし歯は低歯冠であり、柔らかい植物を食べていたとされる。胴体は四肢に比して短い。四肢は後肢に比べてやや前肢が長く、胴体は後傾する。前後とも三本の趾を持つが、前肢には大きな鉤爪があった。これは、同科のカリコテリウムなども同様の形態であった。しかしモロプスはカリコテリウムに比べて首が長く、オカピに似た体型であった。歩く際は鉤爪を地面に触れない様にしていたのであろうが、ナックルウォーキングをしていた訳ではないらしい。
この鉤爪の使途は諸説ある。かれらの生息域はサバンナであったとされるが、おそらく乾期にはこの爪で地下茎などを掘り起こして食べたのではないかといわれる。あるいは前肢が長い事から、沼沢地に生える水生植物を掘り起こすのに使用したのではないかとする説もある。また、走行の際にこの爪をスパイクの様に用いたとする研究者もいる。腰が低く、体重を支えやすい構造を持つ事から、後肢のみで立ち上がれたといわれており、この事からかれらは二本脚で立ち上がり、腕で木の枝を引き寄せて木の葉を食べたとする意見も存在する。こうした点は、南アメリカ大陸に生息したメガテリウムと共通した特徴である。しかし、肘関節はこのような動きにはあまり適していなかったとする指摘もある。他にはオオアリクイなどの様に、捕食者に対する護身用の武器としても使われたのではないかともいわれている。この説の根拠は、肩甲骨や四肢の骨、肋骨などに肉食動物から受けたとおぼしき傷跡が確認された事である。同時代には、食肉目の捕食者、トマルクトゥスなどが生息していた。

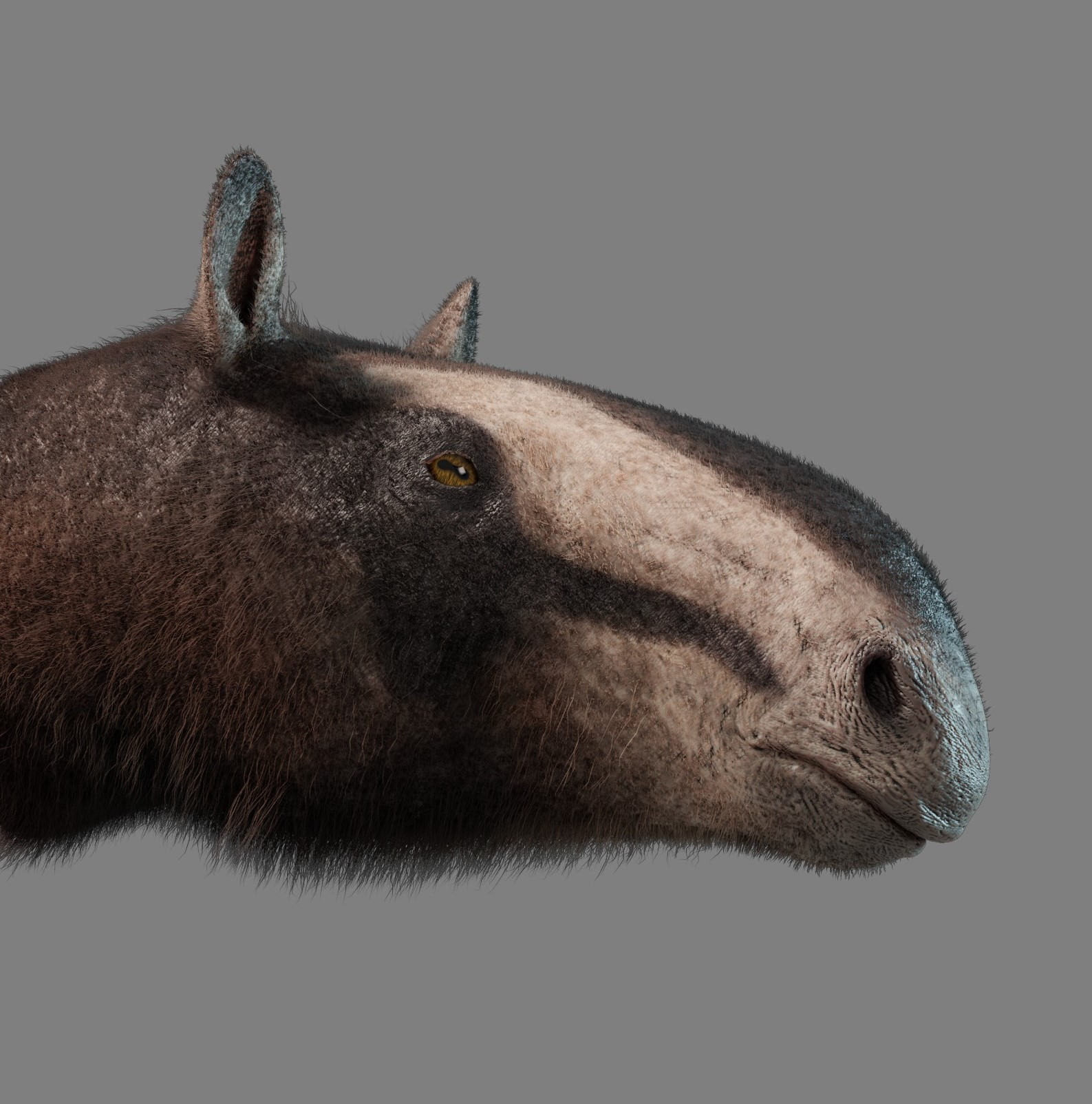
モロプスの頭部の復元図